# Pleopeltis linearis
Pleopeltis linearis là một loài thực vật có mạch trong họ Polypodiaceae. Loài này được (Brack.) T. Moore miêu tả khoa học đầu tiên năm 1862.